# Teen telenovela
 (août 2024).
Si vous disposez d'ouvrages ou d'articles de référence ou si vous connaissez des sites web de qualité traitant du thème abordé ici, merci de compléter l'article en donnant les références utiles à sa vérifiabilité et en les liant à la section « Notes et références ».
La teen telenovela est un type de série télévisée qui s’adresse majoritairement aux adolescents et qui aborde les problèmes liés à leur âge. En France, quelques teen telenovelas ont été diffusées, comme Chica vampiro, Soy Luna, Violetta, Yo soy Franky. La chaîne Gulli sur la TNT HD diffuse assez régulièrement ces séries, ainsi que Disney Chanel.

## Description
Les mots teen et telenovela sont formés en espagnol, qui veulent dire pour teen « adolescents dans la tranche d'âge entre treize et dix-neuf ans », television pour « télévision » et novela pour « roman ».
La teen telenovela ou teen novela et/ou teen-novela (telenovela pour adolescents) s’est beaucoup répandue ces dernières années et obtient sur la cible adolescent une fidélité. Les histoires de l’intrigue se concentre uniquement sur les adolescents, il y a une ambiance comédie romantique et un peu de science-fiction, voir avec du surnaturel parfois. Il n’est pas rare aussi qu’il puisse y avoir une multitude de saisons comme c’est le cas désormais pour les telenovelas qui se transforment de plus en plus en série novela. Le marché est en plein essor mais prometteur cependant, même si le genre est encore assez neuf en comparaison à la vétusté de la telenovela.

## Teen Telenovelas diffusées en France
- Le Monde de Patricia (De tout mon cœur)
- Grachi
- Chica vampiro
- Soy Luna
- Violetta
- Yo soy Franky
- Mónica Chef
- Kally's Mashup, la voix de la pop
- O11ce
- Bia
- Vikki RPM
- Noobees
- Poursuis tes rêves
- La famillia de tentaculos
- Florencienta